# Lincoln County, Georgia
Lincoln County är ett administrativt område i delstaten Georgia, USA. År 2010 hade countyt 7 996 invånare. Den administrativa huvudorten (county seat) är Lincolnton.

## Geografi
Enligt United States Census Bureau har countyt en total area på 666 km². 546 km² av den arean är land och 120 km² är vatten.

### Angränsande countyn
- Elbert County, Georgia - nord
- McCormick County, South Carolina - nordost
- Columbia County, Georgia - syd
- McDuffie County, Georgia - sydväst
- Wilkes County, Georgia - väster